# 杜尚·马拉维奇
杜尚·马拉维奇（羅馬化：Dušan Maravić，1939年3月7日—2025年1月6日），塞尔维亚男子足球运动员，司职中场。他曾代表南斯拉夫国奥队参加1960年夏季奥林匹克运动会足球比赛，获得一枚金牌。

## 早年经历
他出生于法国，父母在瑞士边界的一个市镇安若热尼西亚工作。在第二次世界大战之后移居南斯拉夫。